# Criollo bourbonnais
El criollo bourbonnais es un grupo de lenguas criollas derivadas del francés que se hablan en el Océano Índico occidental. La estrecha relación de estas lenguas es una consecuencia de los similares antecedentes históricos y culturales de las islas. Su nombre se deriva del antiguo nombre de la isla de la Reunión, llamada Isla Borbón antes de 1793. También es conocido como criollo de las islas Mascareñas, por el grupo principal de las islas donde se habla el bourbonnais.
Los idiomas que componen este grupo son:
- Criollo seychelense
- Criollo mauriciano
- Criollo de Reunión
- Criollo de Agalega
- Criollo de Rodrigues
- Criollo chagosiano